# Paradoxe d'Easterlin

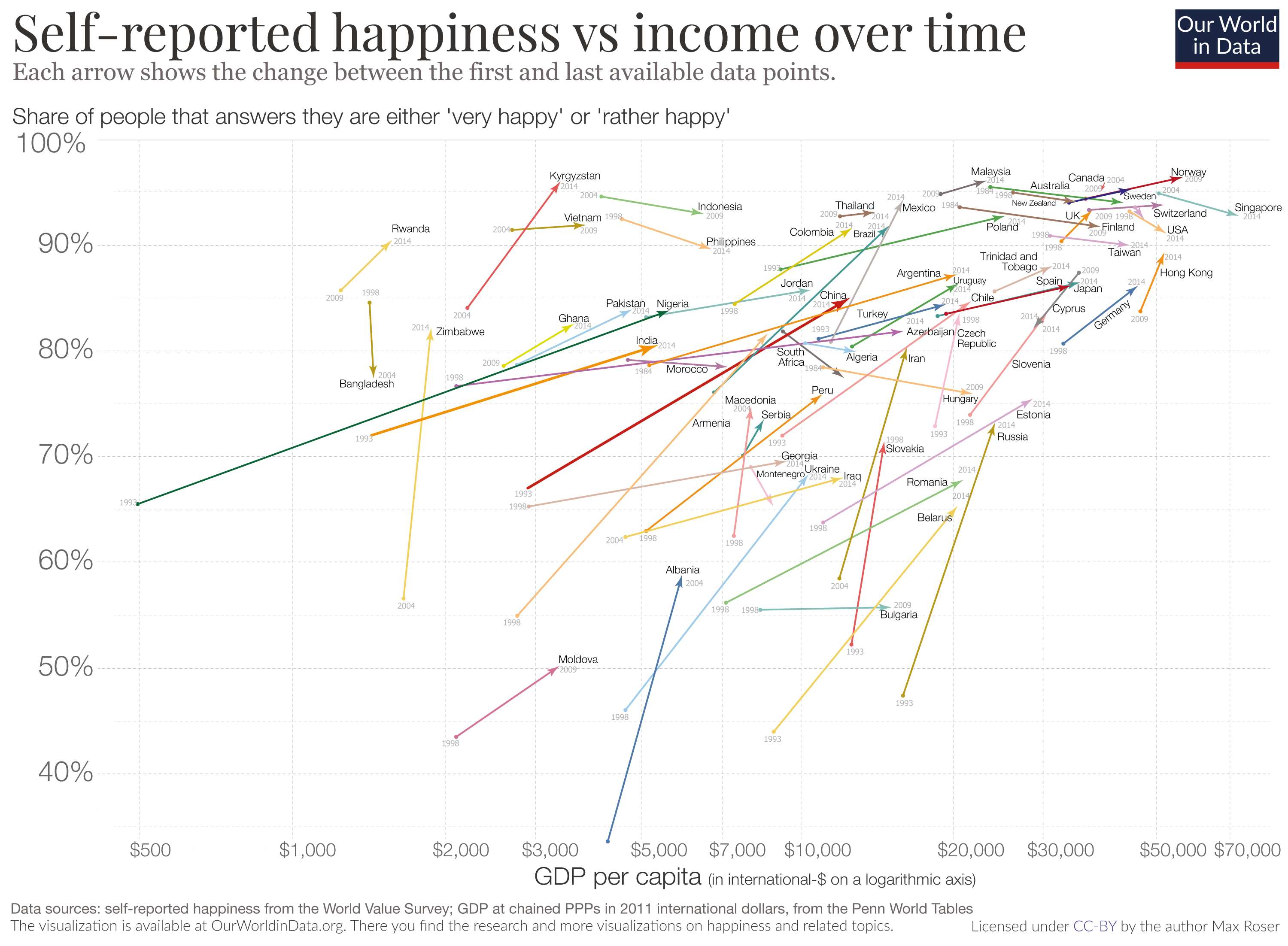
Les données de l'enquête mondiale sur les valeurs sont utilisées pour tracer l'évolution des revenus moyens nationaux et du bonheur moyen national au fil du temps. En général, la croissance économique et la croissance du bonheur tendent à aller de pair. Certains pays, à certaines périodes, connaissent une croissance économique sans que le bonheur n'augmente.

Le paradoxe d’Easterlin est un paradoxe économique selon lequel, au-delà d'un certain seuil, la poursuite de la hausse du revenu ou du produit intérieur brut par habitant ne se traduit pas nécessairement par une hausse du niveau de bonheur individuel déclaré par les individus. Il porte le nom de l’économiste Richard Easterlin, qui l’a mis en évidence en 1974. 

## Concept

### Théorie
Une des hypothèses de l'école néoclassique est que l'accroissement de la richesse permet d'augmenter l'utilité, c'est-à-dire le bien-être. Le paradoxe d'Easterlin émerge lorsque l'on observe que, au-delà d'un certain niveau de revenu, l'accroissement marginal de l'utilité (ou du bien-être) retirée par une hausse marginale du revenu est de plus en plus faible, ou inexistante.
En d'autres termes, lorsqu'une société a atteint un certain seuil de richesse, la poursuite de sa croissance économique est sans influence sur l'évolution du bien-être moyen de sa population, ou a une influence de plus en plus réduite. Ce paradoxe est également lié au paradoxe de l'hédonisme et remet en question le modèle de la croissance indéfinie.  
Le paradoxe d'Easterlin est une des bases de l'économie du bien-être. Les explications avancées font notamment appel au paradoxe de l'abondance.

### Vérifications empiriques
Le paradoxe est confirmé par plusieurs études réalisées dans la deuxième moitié du XXe siècle. Diener et al., ainsi que Frey et Stutzer, montrent que la relation entre hausse du revenu et bonheur n'est vérifiée que jusqu'à un seuil, qui diffère selon les études. Dans une autocritique, Easterlin remarque que la notion de bien-être doit être relativisée, car chacun ne la définit pas identiquement[réf. incomplète].
La relation doit aussi être examinée par groupes sociaux. Des études empiriques montrent que l'augmentation du revenu des plus pauvres ne conduit pas à une augmentation du bonheur lorsque l'augmentation du revenu n'est pas orientée vers la satisfaction des besoins essentiels.

## Débats et critiques
Le paradoxe fait l'objet de débats entre économistes, ainsi qu'entre sociologues. Il est remis en question en 2008 par l'étude de Justin Wolfers et Betsey Stevenson, qui montre à l'aide de données individuelles collectées dans un grand nombre de pays qu'il existe bien un lien entre le PIB par habitant et le degré de satisfaction des individus.
En 2010, Easterlin a publié des résultats concernant un échantillon de 37 pays, réaffirmant le paradoxe,, qui fut cependant aussitôt contesté par Wolfers. Dans un rapport paru en 2012 réalisé pour l'Organisation des Nations unies, les auteurs soulignent que d'autres variables covarient avec la richesse, y compris la confiance sociale, et que ce sont elles, et non les revenus, qui permettent d'expliquer en grande partie le lien entre le PIB et le bien-être.